# Nereis deplanata
Nereis deplanata är en ringmaskart som beskrevs av Mohammad 1971. Nereis deplanata ingår i släktet Nereis och familjen Nereididae. Inga underarter finns listade i Catalogue of Life.